# Pericles (Schiff, 1908)
Die Pericles (II) war ein 1908 in Dienst gestelltes Passagierschiff der britischen Reederei Aberdeen & Commonwealth Line, das im Passagier- und Frachtverkehr von Großbritannien nach Australien eingesetzt wurde. Sie war zu ihrer Zeit der größte Ozeandampfer auf der Australien-Route. Am 31. März 1910 sank die Pericles auf ihrer erst vierten Überfahrt, nachdem sie in der Nähe von Augusta an der Südwestküste Australiens auf einen Felsen aufgelaufen war. Alle 401 Menschen an Bord überlebten.

## Das Schiff
Das 10.925 BRT große Dampfschiff Pericles wurde bei Harland & Wolff im nordirischen Belfast gebaut und lief am 21. Dezember 1907 vom Stapel. Die Pericles war ein 152,6 Meter langes, 19 Meter breites, aus Stahl gebautes Passagier- und Frachtschiff, das über einen Schiffsschornstein, vier Masten und zwei Propeller verfügte. Sie wurde von zwei Vierfachexpansions-Dampfmaschinen angetrieben, die 1075 nominale PS leisteten und eine Geschwindigkeit von 15 Knoten ermöglichten.

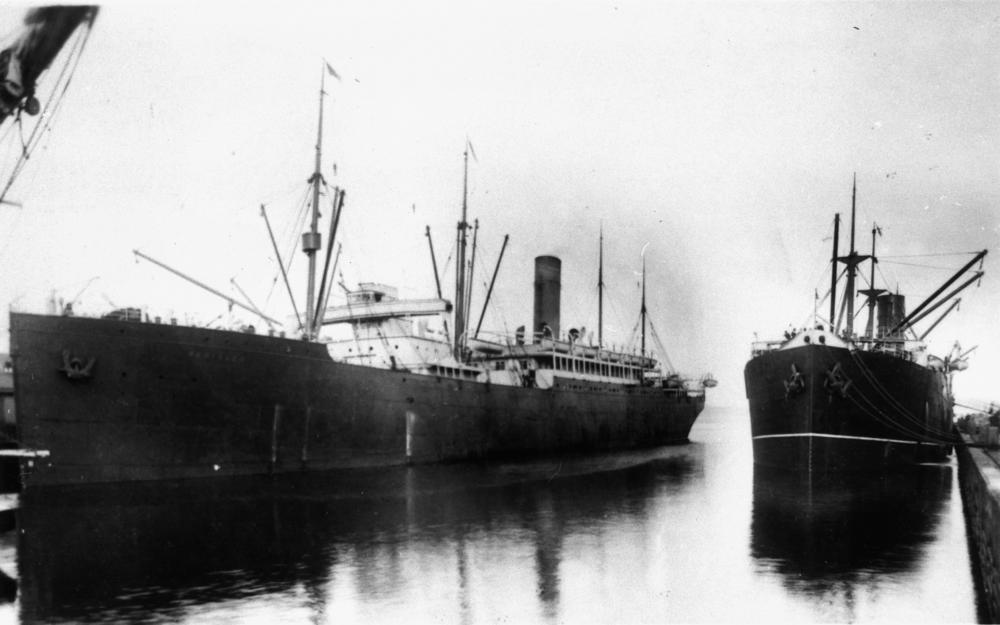
Die Pericles (links) im Hafen

Der Schiffsrumpf war in acht wasserdichte Abteilungen aufgeteilt und verfügte über einen durchgehenden Doppelboden. Lloyd’s Register of Shipping ordnete die Pericles in die höchstmögliche Kategorie, 1A, ein. Der Dampfer konnte 100 Passagiere Erster Klasse und 400 Passagiere Dritter Klasse an Bord nehmen. Um den Schiffsbetrieb kümmerten sich 150 Besatzungsmitglieder. Die Passagierunterkünfte erstreckten sich über vier Decks.
Den Reisenden standen ein Speisesaal, ein Rauchersalon, eine Lounge und eine Bibliothek zur Verfügung. Die öffentlichen Räume waren aufwendig getäfelt, mit Vorhängen, Teppichen und bequemen Sofas ausgestattet und verfügten über Oberlichter, um ausreichend Tageslicht hereinzulassen. Alle Kabinen hatten Bullaugen, es gab keine Innenkabinen. In den Kabinen konnten je zwei oder drei Personen unterkommen. Sämtliche Unterkünfte waren mit elektrischem Licht und Ventilationssystemen ausgestattet.
Nach dem 1877 gebauten Klipper Pericles (I) (1598 BRT) war sie das zweite Schiff der Reederei mit diesem Namen. Sie wurde am 4. Juni 1908 fertiggestellt und lief am 8. Juli 1908 zu ihrer Jungfernfahrt nach Australien aus. Das Kommando über das Schiff erhielt der Commodore der Aberdeen Line, Kapitän Alexander Simpson. Am 18. August 1908 traf sie am Ende der Jungfernfahrt in Melbourne ein. Die durchschnittliche Reisegeschwindigkeit während der ersten Fahrt wurde mit 13,07 Knoten angegeben. Die Pericles bekam sehr viel Presse und galt während ihrer kurzen Dienstzeit als einer der größten und luxuriösesten Dampfer im Australien-Service.

## Untergang
Am Freitag, dem 25. März 1910 legte die Pericles mit 163 Besatzungsmitgliedern und 238 Passagieren an Bord in Melbourne zu ihrer vierten Überfahrt nach London ab. Das Kommando hatte wie immer Kapitän Alexander Simpson. Wenige Tage später, am 31. März 1910, stieß die Pericles sechs Seemeilen südlich des Leuchtturms von Kap Leeuwin vor der Küste des Bundesstaats Western Australia auf einen bis dahin nicht kartographierten Felsen. Der Felsen riss ein großes Leck in die Schiffshülle, sodass der Dampfer innerhalb von zweieinhalb Stunden mit dem Bug voran unterging.
Durch das verhältnismäßig langsame Sinken sowie die günstigen See- und Wetterverhältnisse konnten alle 401 an Bord befindlichen Personen in den zwölf vorhandenen Rettungsbooten von Bord und an Land gebracht werden. Es gab keine Todesopfer. Die Boote schafften es mithilfe eines Leuchtfeuers des Leuchtturmwärters von Kap Leeuwin ans Ufer. In den Tagen nach dem Unglück wurden zahlreiche Trümmer und Teile der Ladung an Land gespült, das Wrack an sich blieb aber verschwunden. Erst in den 1950er Jahren wurde das Wrack der Pericles in 34 Metern Tiefe in Sichtweite des Leuchtturms lokalisiert. Aufgrund starker Strömungen ist es für Taucher aber schwer zugänglich. Mehrere Taucherteams, darunter die Pericles Research Group, haben das Wrack jedoch bisher erkunden können (34° 23′ 21,5″ S, 115° 5′ 26,7″ O).
Nach dem Untergang der Pericles gab es Spekulationen darüber, welchen Felsen sie genau gerammt hatte. Hätte man das Schiff auf einem nicht sicheren Kurs um das Kap geschickt, hätte dies im Verantwortungsbereich der Reederei gelegen, sodass Lloyd’s Register of Shipping von jeglicher Versicherungszahlung befreit gewesen wäre. Es gab eine offizielle Anhörung der Schiffsoffiziere und es wurde sogar ein Navy-Schiff entsandt, um den nicht kartographierten Felsen zu finden. Es wurde aber nichts gefunden. Die Untersuchung kam zu dem Ergebnis, dass es sich tatsächlich um einen bis dahin nicht bekannten Felsen gehandelt haben musste und dass dieser durch die Kollision abgebrochen war. Dadurch bestand für andere Schiffe keine Gefahr mehr in dem Gebiet.